# Khadeen Carrington
Khadeen Carrington (Trinidad y Tobago, 3 de octubre de 1995) es un baloncestista con doble nacionalidad trinitense y estadounidense que actualmente forma parte de la plantilla del Hapoel Jerusalem B.C. de la Ligat ha'Al israelí. Con 1,93 metros de estatura, juega en la posición de base.

## Trayectoria deportiva

### Universidad
Jugó cuatro temporadas con los Pirates de la Universidad Seton Hall, en las que promedió 14,0 puntos, 3,1 rebotes, 2,9 asistencias y 1,0 robos de balón por partido. En su última temporada fue incluido en el segundo mejor quinteto de la Big East Conference.

### Profesional
Tras no ser elegido en el Draft de la NBA de 2018, disputó las Ligas de Verano de la NBA con los Detroit Pistons, jugando cuatro partidos en los que promedió 1,7 puntos y 2,5 rebotes. El 21 de julio firmó su primer contrato profesional, con el KK Mornar de Montenegro, y que disputa la Liga ABA. pero tras doce partidos fue cortado el 7 de diciembre.
Una semana más tarde, el 15 de diciembre, fichó por el Limburg United de la Pro Basketball League, la primera división del baloncesto belga, donde acabó la temporada como el segundo jugador más valorado solo por detrás de Amin Stevens, tras promediar 14,3 puntos, 4,7 asistencias y 3,9 rebotes por partido.
En la temporada 2019-20 jugó en el MHP Riesen Ludwigsburg, en el que lograría ser el tercer máximo anotador, con 17,2 puntos por partido, además de 3,9 rebotes y más de 3 asistencias por partido.
El 19 de julio de 2020 se hace público su fichaje por el Kirolbet Baskonia de la Liga Endesa. El 11 de septiembre de 2020, Saski Baskonia anuncia su desvinculación del club. El 15 de septiembre se comprometió con el AS Monaco Basket de la Pro A francesa.
El 24 de julio de 2021, firma por el Real Betis Baloncesto de la liga ACB de España. El 16 de noviembre de 2021, acuerda su desvinculación con el conjunto sevillano.
El 27 de noviembre de 2021, firma por el JDA Dijon de la Pro A, la primera división del baloncesto de Francia.
El 19 de julio de 2022 fichó por el Hapoel Jerusalem B.C. de la Ligat ha'Al israelí.